# Последовательный перевод
Последовательный перевод — один из видов устного перевода, при котором переводчик начинает переводить на целевой язык после того, как оратор перестал говорить, закончив всю речь или какую-либо её часть.
Для возможности последовательного перевода говорящий время от времени делает в речи паузы, необходимые переводчику для перевода сказанного. Последовательный перевод требует удержания в памяти переводчика содержания значительных сегментов оригинала в течение длительного времени до момента начала перевода.
Устный последовательный перевод обычно используется при проведении мероприятий с относительно небольшим количеством участников.
Последовательный перевод обычно применяется на деловых переговорах, для телефонных бесед, на небольших семинарах, на круглых столах с небольшим количеством участников, для отдельных форм брифингов, пресс-конференций, презентаций, фуршетов и праздничных мероприятий, для экскурсий и при сопровождении делегаций. Важная сфера применения последовательного перевода — судебные заседания, следственные действия, нотариальные действия с участием граждан, не владеющих целевым языком.
В сравнении с синхронным переводом, при котором переводчик говорит одновременно с восприятием на слух речи на исходном языке, для последовательного перевода не требуется дополнительное техническое оснащение и требуется меньше ресурсов переводчиков (достаточно привлечь одного переводчика для длительного мероприятия, тогда как синхронистам требуется смена каждые 15—30 минут), также от переводчика не требуется владения сложными техниками для синхронной работы.